# Tornabarakony
Tornabarakony község Borsod-Abaúj-Zemplén vármegyében, az Edelényi járásban.

## Fekvése
Miskolctól mintegy 90 kilométerre északra, Tornaszentandrás délkeleti szomszédságában fekszik, zsáktelepülés.
Közúton csak a 27-es főút felől érhető el, mintegy 10 kilométeres letérővel: Komjátinál kell délnek kanyarodni a településen végighúzódó, majd Hidvégardó felé továbbvezető 2629-es útra, majd Komjáti és Bódvalenke határán ebből az útból dél felé kiinduló 26 118-as számú mellékúton kell továbbhaladni. Ez először Tornaszentandráson halad végig, majd nagyjából 8 kilométer után éri el Tornabarakony központját.
Közösségi közlekedéssel a Volánbusz 4124-es járatával közelíthető meg.

## Története
Tornabarakony nevét az oklevelek 1427-ben említették először, Barakon alakban írva. A település a Barakonyi család birtoka volt egészen a 17. századig. A török időkben a település elnéptelenedett.
A 18. században a Gyulay család lett a birtokosa a településnek. 1720 után az elnéptelenedett falut ruszin görögkatolikus jobbágyokkal népesítették újra. Az 1851-es népszámláláskor Tornabarakonynak 385 lakosa volt.
Az 1910-es népszámlálás adatai szerint ekkor 266 lakosa volt, ebből 265 magyar volt. A lakosok közül 103 római katolikus, 150 görögkatolikus, 7 református volt.
Tornabarakony a 20. század elején Abaúj-Torna vármegye Tornai járásához tartozott.

## Közélete

### Polgármesterei
- 1990–1994: Székely Sándorné (független)[4]
- 1994–1998: Székely Sándorné (független)[5]
- 1998–2002: Ifj. Kis-Kondás István (független)[6]
- 2002–2004: Kis Kondás István (független)[7]
- 2004–2006: Dobos Péter Imre (független)[8]
- 2007–2010: Dr. Szilágyi Ferenc (független)[9]
- 2010–2014: Dr. Szilágyi Ferenc (független)[10]
- 2014–2019: Dr. Szilágyi Ferenc (független)[11]
- 2019–2024: Molnár János (független)[12]
- 2024– : Dr. Szilágyi Ferenc (független)[1]

A településen 2004. május 16-án időközi polgármester-választást kellett tartani, mert az előző polgármester személye vonatkozásában összeférhetetlenségi körülmény merült fel.
A következő rendes önkormányzati választás után, 2006. október 1-jén, a polgármester-választás tekintetében nem lehetett eredményt hirdetni Tornabarakonyben, szavazategyenlőség miatt. Aznap a 32 szavazásra jogosult lakos közül három kivétellel mindenki az urnákhoz járult, ám egyikük érvénytelen szavazatot adott le, az érvényes szavazatok pedig épp fele-fele arányban oszlottak meg két, független jelölt, Gregovszki Balázsné és dr. Szilágyi Ferenc között. Volt még egy harmadik jelölt is, akire senki sem szavazott; az előző polgármester nem indult el ezen a választáson. Az eredménytelenség miatt szükségessé vált időközi választást 2007. január 7-én tartották meg, minimálisan magasabb választói részvétellel, ami pedig dr. Szilágyi Ferenc (egyetlen szavazatnyi különbséggel elért) győzelmét hozta meg.

## Népesség
A település népességének változása:
| Lakosok száma | 14   | 14   | 22   | 18   | 22   | 26   | 23   |
|               | 2013 | 2014 | 2015 | 2021 | 2022 | 2023 | 2024 |

A 2001-es népszámlálás adatai szerint a településnek csak magyar lakossága volt. A vallási meggyőződésüket tekintve 39,3% római katolikus és 57,1% görögkatolikus.
A 2011-es népszámlálás során a lakosok 100%-a magyarnak mondta magát. A vallási megoszlás a következő volt: római katolikus 30,8%, református 7,7%, görögkatolikus 61,5%.
2022-ben a lakosság 86,4%-a vallotta magát magyarnak, 4,5% németnek, 9,1% egyéb, nem hazai nemzetiségűnek (13,6% nem nyilatkozott; a kettős identitások miatt a végösszeg nagyobb lehet 100%-nál). Vallásuk szerint 9,1% volt római katolikus, 27,3% református, 4,5% görög katolikus, 9,1% egyéb felekezetű (50% nem válaszolt).

## Nevezetességei

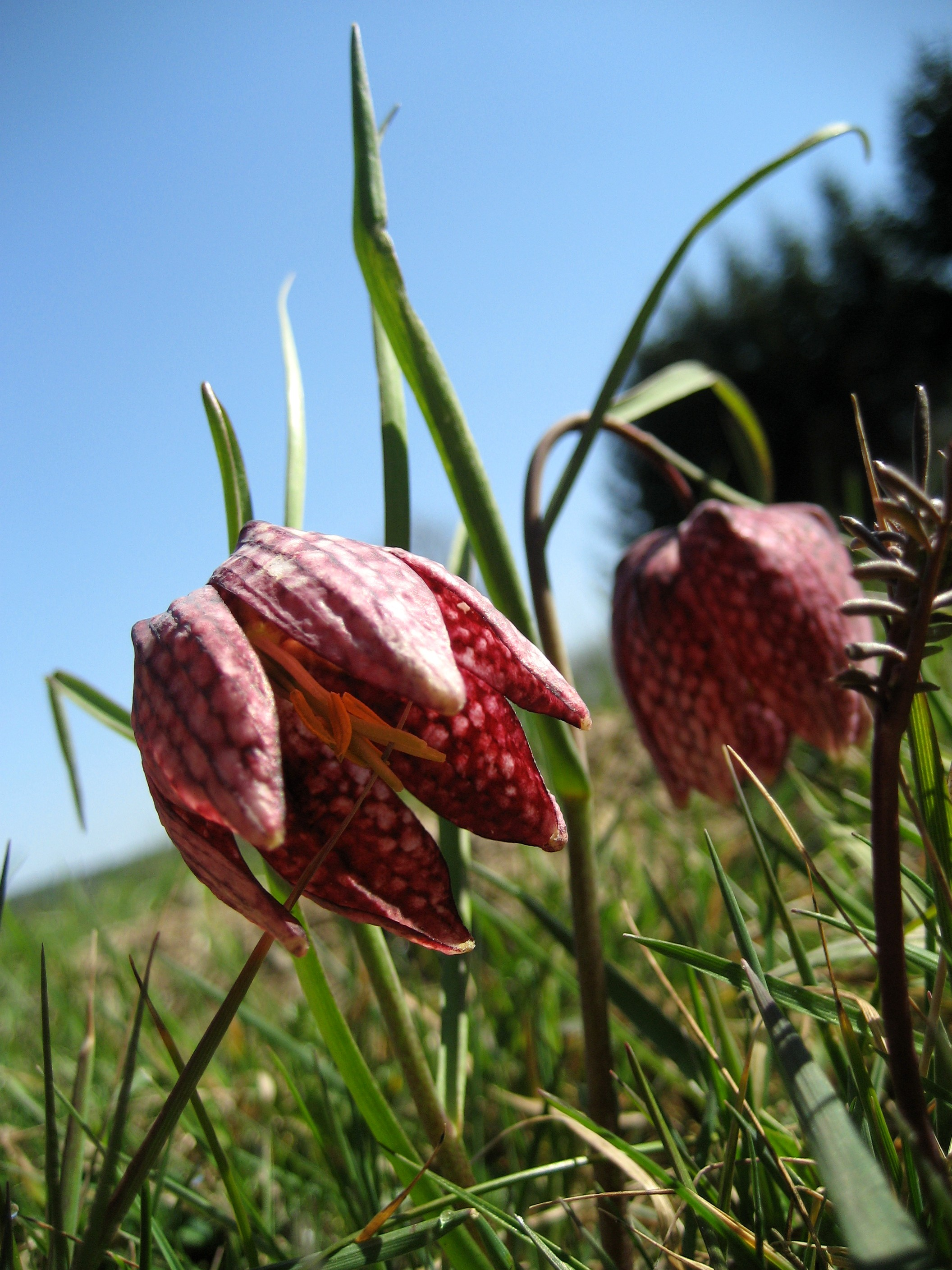
Mocsári kockásliliom (Fritillaria Meleagris)

- Görögkatolikus temploma a 19. században épült.
- Barakonyi Ferenc (1611–1671) költő, politikus itt élt a településen.
- A Barakonyi-patak völgyében különleges vadvirág, a mocsári kockásliliom nyílik.

## Külső hivatkozások
- Baráti Kör Tornabarakonyért Alapítvány honlapja